# 마이크 화이트

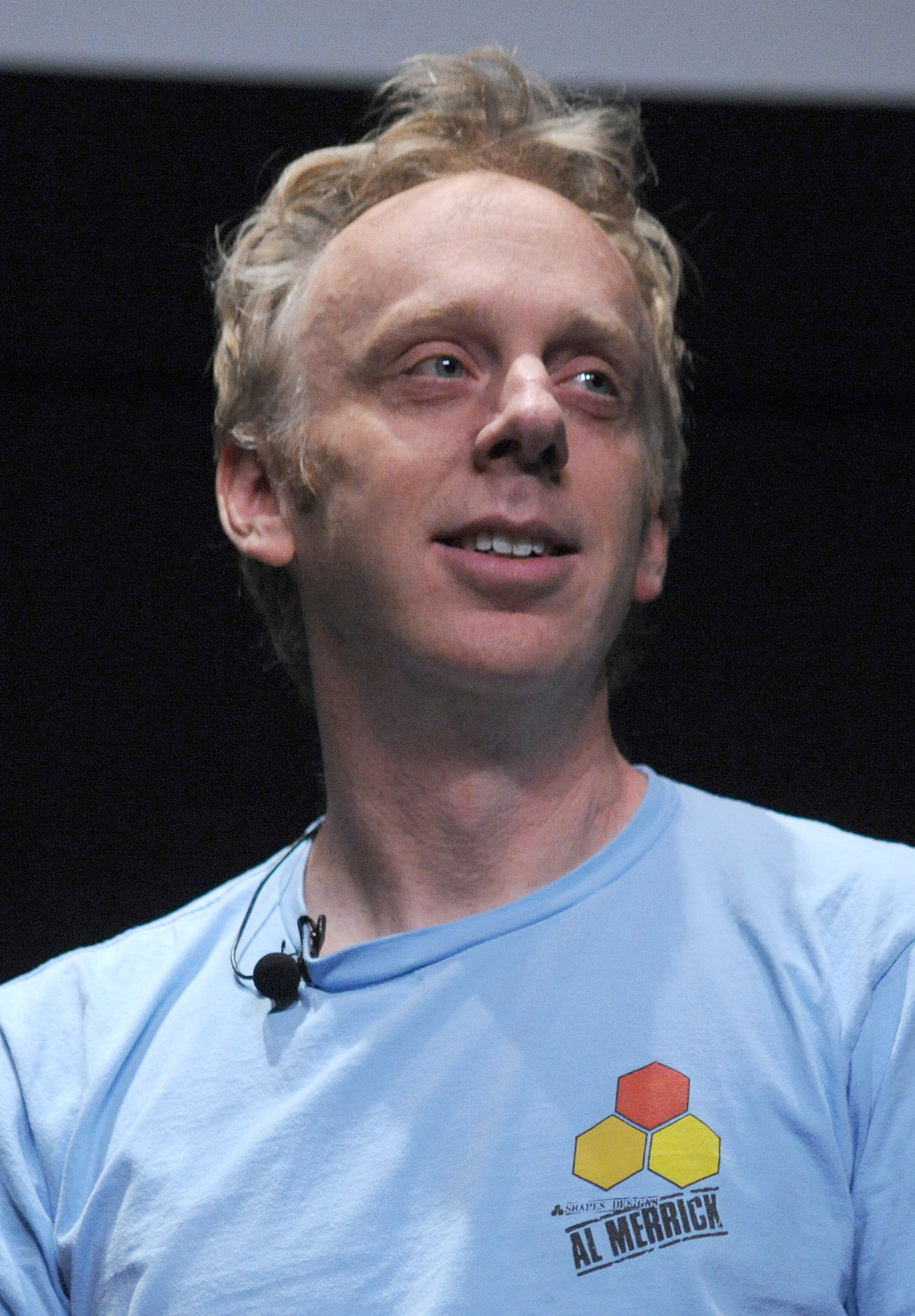

마이크 화이트(Michael Christopher White, 1970년 6월 28일 ~ )는 미국의 각본가, 작가, 영화배우, 텔레비전 배우, 영화 프로듀서, 배우이다.
패서디나에서 태어났다.

## 출연 작품
- 더 원 앤 온리 이반 (2020년, 각본)
- 우아한 만찬 (2017년)
- 괜찮아요, 미스터 브래드 (2017년) - 닉 파스칼 역
- 이모티: 더 무비 (2017년)
- 디 트레인 (2015년) - 제리 역
- 라이드 : 나에게로의 여행 (2014년) - 로저 역
- 젠틀맨 브론코스 (2009년)
- 좀비랜드 (2009년)
- 스머더 (2007년) - 마이론 스터브스 역
- 이어 오브 더 독 (2007년)
- 나쵸 리브레 (2006년)
- 당신은 누군가에게 소중한 사람입니까? (2005년)
- 스텝포드 와이프 (2004년)
- 스쿨 오브 락 (2003년) - 네드 쉬니브리 역
- 굿 걸 (2002년) - 코니 역
- 오렌지 카운티 (2002년)
- 위 워 솔저스 (2002년)
- 어메이징 레이스 시즌1 (2001년)
- 분노의 질주 (2001년)
- 척 앤드 벅 (2000년)
- 언더 프레셔 (2000년)
- 프릭스 앤 긱스 (1999년)
- 캠퍼스 데드맨 (1998년)
- 샤도우 워리어스 2 (1998년) - 데릭 역
- 도슨의 청춘일기 (1998년)
- 브루드하운드 (1997년)
- 샤도우 워리어스 (1997년)
- 욕망의 이중주 (1994년)
- 레니게이드 (1992년)

### 텔레비전
- 인라이튼드 (2011-13, Enlightened) - 타일러 역